# Пристанище „ПЧМВ“ – Варна
Пристанище „ПЧМВ“ се намира на северния бряг на входа на канала за Варненското езеро.
Собственик и пристанищен оператор на това пристанище е „Поддържане чистотата на морските води“ АД, Варна.
Пристанището има удостоверение за експлоатационна годност и е предназначено за обработка на генерални, нефтоналивни товари и контейнери.